# Liste der Universitäten in Maine
Liste von Universitäten und Colleges im US-Bundesstaat Maine:

## Staatliche Hochschulen
- Maine Maritime Academy
- University of Maine System
  - University of Maine in Orono
  - University of Maine at Augusta
  - University of Maine at Farmington
  - University of Maine at Fort Kent
  - University of Maine at Machias
  - University of Maine at Presque Isle
  - University of Southern Maine

## Private Hochschulen
- College of the Atlantic
- Bates College
- Bowdoin College
- Colby College
- Husson College
- Maine College of Art
- Saint Joseph’s College of Maine
- University of New England
- Thomas College